# 罗密欧·达莱尔
罗密欧·安東尼厄斯·达莱尔 OC，CMM，GOQ，MSC，CD（1946年6月25日—），加拿大国会上议院议员、人道主义者、作家、退休将军，是1994年卢旺达大屠杀期间联合国卢旺达援助团的司令官，曾率领一支不足300人的多国部队成功挽救了将近兩万多平民的性命。

## 早期生涯和教育
出生于荷兰代讷坎普，父母是加拿大军官罗密欧·路易·达莱尔（Roméo Louis Dallaire）和荷兰护士卡特琳（Catherine），在出生六个月后，达莱尔和母亲一起迁居至加拿大。他们首先来到哈利法克斯，随后又迁往魁北克，而达莱尔在蒙特利尔度过了童年时光。
1964年达莱尔加入加拿大军队，他首先在Saint-Jean皇家军事学院学习。1969年从皇家军事学院毕业，並获得科学学士学位，随后被编入加拿大皇家炮兵部队。1972年，正式申请入籍加拿大。1989年7月，被授予准将頭衔，随后担任加拿大第五机械化旅旅长。1989年到1993年，担任Saint-Jean皇家军事学院院长。

## 卢旺达大屠杀

### 最初的任务
1993年年底，达莱尔受命担任联合国卢旺达援助团（UNAMIR）的司令官，当时卢旺达國內的胡图族主导政府刚和来自北方的图西族叛军签署了《阿鲁沙协议》，达莱尔的使命便是监督该协议的落实。根据该协议，保羅·卡加梅當時领导的图西族叛军的爱国阵线将加入卢旺达新的联合政府，而保罗·卡加梅为现任的卢旺达总统。
1994年1月22日，达莱尔履新不久就发现法国运输机为卢旺达胡图族主导的政府军运送军火。对于这一违反《阿鲁沙协议》的行动，卢旺达政府解释说这笔军火是在《阿鲁沙协议》签署之前就订购的。这批武器来自法国、比利时、荷兰、以色列、英国和埃及。与此同时，卢旺达政府开始核查居民的身份证，从身份证可判明该居民是胡图族或图西族血統。

### 总统哈比亚利马纳被暗杀
1994年4月6日深夜，载有卢旺达胡图族总统朱韋納爾·哈比亞利馬納和邻国布隆迪总统西普里安·恩塔里亚米拉的飞机在卢旺达首都基加利上空被击落，胡图族激进分子隨後在卢旺达政府军的帮助下，对全国的图西族人以及胡图族温和人士展开了系统性的大规模屠杀。
在事件之初，达莱尔随即派遣10名比利时维和部队士兵保护当时的政府总理阿加特·乌维林吉伊马纳，并要求她尽快掌控局势。但是總統衛隊劫持并杀害了这些士兵，乌维林吉伊马纳與她的丈夫也被總統衛隊杀害。联合国维和部队中人数最多、装备最好的比利时部队隨後撤出卢旺达。达莱尔随后向联合国请求增派维和部队，并表示大约4000名装备精良的维和部队足以制止當地正在进行中的大屠杀。部分由于美国的反对，联合国拒绝了达莱尔的请求，而美国政府大概由于索马里事件的影响，也拒绝派遣附近的海军陆战队支援。

### 大屠杀当中
在比利时部队撤出后，达莱尔手中还有由加拿大、加纳、突尼斯、孟加拉等国之维和部队士兵组成不到300人的一支小規模部队。在拒绝了联合国要求撤退的命令后，达莱尔依靠这支部队，努力控制基加利市一些大量图西族难民避难的地区，并與内战双方谈判，将部分图西族难民运往爱国阵线控制的地区，达莱尔的这些努力挽救了兩万多名图西族难民的生命。

### 大屠杀终结
随着大屠杀的持續進行，联合国安理会响应法国的建议，成立了UNAMIR II，以法国部队为主力的绿松石行动进入卢旺达并建立了一些非军事区。达莱尔反对法國人的干涉，他认为法国人在这之前曾经支持过胡图族政府军，爱国阵线也不愿意和法国有善意的接触。
同年7月，爱国阵线占领了基加利，大屠杀终告结束。8月，法国向爱国战线转移了他们的控制地区，保罗·卡加梅有效地控制了全国政权。为期百多日的大屠杀导致了80万到117.1万名图西族人和胡图族温和人士遭殺害，超过200万人成为难民。

## 晚年

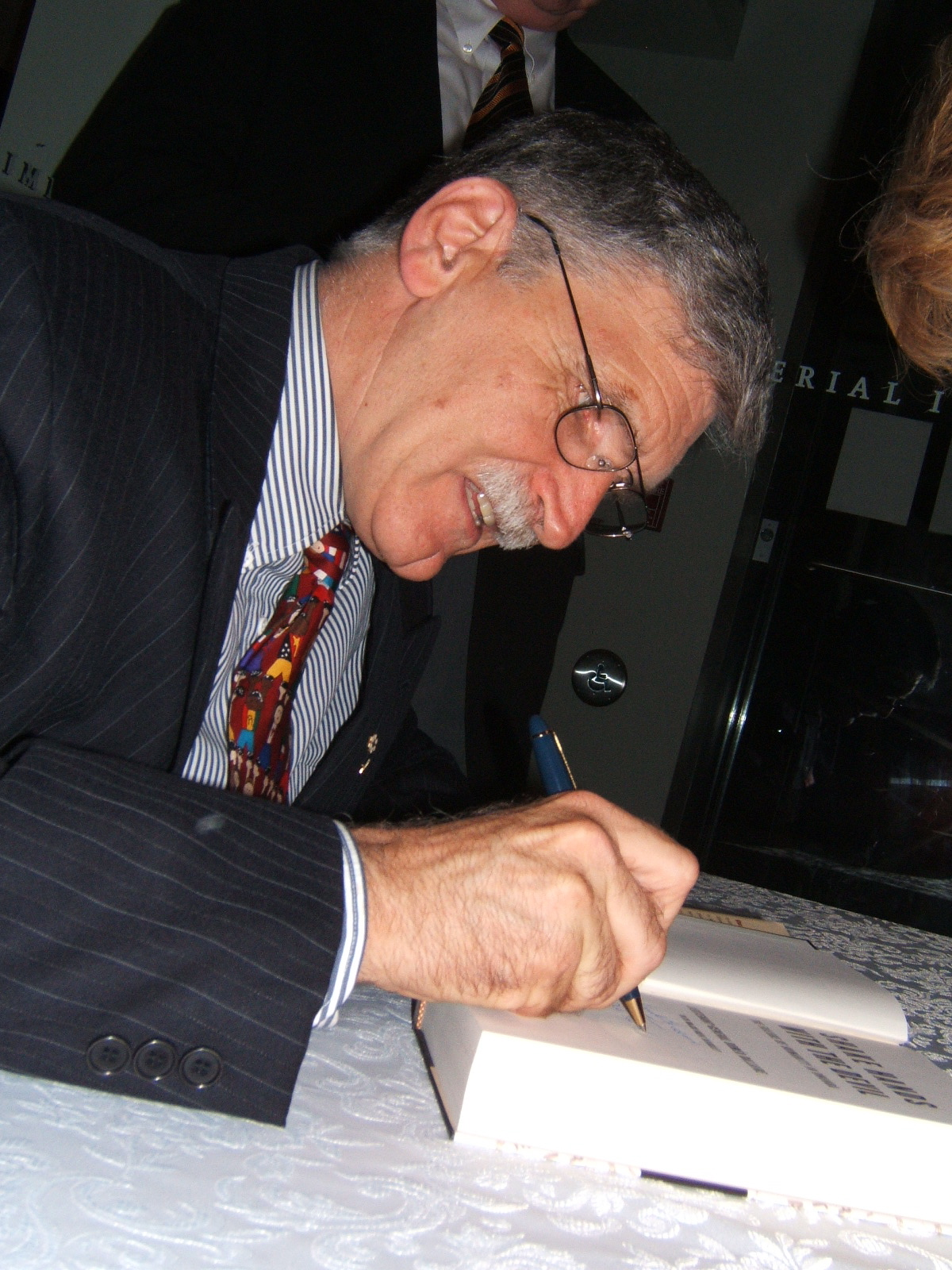
达莱尔在他的书上签名

1994年9月，达莱尔返回加拿大，並继续担任许多重要军职。
2000年，達萊爾飽受創傷後遺症的折磨，甚至嘗試自殺但未遂。因病退休後，开始撰写回忆录，身体也漸漸康复。2003年，他出版了《与魔鬼握手：卢旺达人道使命的失败》一書。2004年1月，达莱尔出席了卢旺达种族屠杀的国际法庭并亲自作证。随后的日子里，他参加了加拿大和国际上多个反对童工、反对儿童参加战争的组织及活动。2005年3月25日，达莱尔被加拿大總理保罗·马丁任命为自由党参议员，作为魁北克省的代表。2006年9月8日，协和大学宣布达莱尔将成为该校下属的蒙特利尔种族屠杀和人权研究组织的高级会员。
达莱尔和他的妻子伊丽莎白有三个孩子，Willem、Canthrine和Guy。

## 电影中的达莱尔
- 2002年10月，纪录片“最后一个公平的人”[3]公映，这部记载卢旺达种族屠杀的电影专访了达莱尔等许多当事人。
- 2004年加拿大廣播公司拍摄了“与魔鬼握手：达莱尔之路”的纪录片。
- 2004年的电影《卢旺达饭店》中也有反映达莱尔将军的镜头，由尼克·諾爾蒂飾演。
- 加拿大制作的电影“与魔鬼握手”於2007年9月28日正式上映，影片真实反映了达莱尔在卢旺达种族大屠杀前后的表现。

## 荣誉
- 1996年，获美国政府颁给外国人的最高军事荣誉Legion of Merit。
- 2002年10月，获得加拿大勋章。
- 2005年度CBC电视台的最伟大的加拿大人评选中，达莱尔名列第16位。

## 扩展阅读
- Geheran, Michael; Frey, David. . . Springer International Publishing. 2020: 15–39. ISBN 978-3-030-26090-3 （英语）.